# Государственные награды Социалистической Республики Вьетнам

Герб СРВ

Государственные награды Социалистической Республики Вьетнам определены Национальным собранием Вьетнама, как движущая сила для мобилизации, привлечения и поощрения всех лиц и коллективов, для развития в них патриотизма, динамизма и творчества в стремлении хорошего выполнения поставленных задач для целей процветающего народа, для построения сильной страны, справедливого, демократического и цивилизованного общества.
Государственные награды СРВ включают:
- Высшие звания (с вручением соответствующей «Золотой Звезды Героя») - присуждаются физическим лицам и коллективам, которые внесли исключительно выдающийся вклад в дело национального строительства и обороны.
- Ордена - награждаются лица и коллективы, показавшие себя достойно на службе, за регулярные и неожиданные достижения, содействующие делу национального строительства и обороны.
- Медали - награждаются должностные лица, профессиональные военные, оборонные работники, работники учреждений и подразделений Народной армии, должностные лица и профессиональные внештатные сотрудники Народной полиции, иностранцы, сделавшие вклад в дело национального строительства и обороны.
- Почётные звания - «Народный учитель», «Народный врач», «Народный артист», «Заслуженный артист» и др.
- Государственные премии:
  - «Государственная премия имени Хо Ши Мина» - главная государственная премия Вьетнама.
  - «Государственная премия Вьетнама» - вторая по значимости государственная премия Вьетнама.

## Перечень
| Фото          | Название                                                            | Лента         | Дата учреждения  | Награждаются |
| Высшие звания | Высшие звания                                                       | Высшие звания | Высшие звания    | Высшие звания |
| ------------- | ------------------------------------------------------------------- | ------------- | ---------------- | --- |
|               | Мать-героиня Вьетнама Bà mẹ Việt Nam anh hùng                       |               | 29 августа 1994  | Матери, сделавшие большой вклад и пожертвования в дело национального освобождения, строительства и обороны, исполнения международных обязательств. |
|               | Герой Народных Вооружённых сил Anh hùng lực lượng vũ trang nhân dân |               | 1955             | Лица, проявившие исключительно выдающиеся достижения на войне, военной службе, охране безопасности общественного порядка, верные социалистическому отечеству — Вьетнаму, и обладающие революционными достоинствами и качествами. |
|               | Герой Труда Anh hùng lao động                                       |               | 1970             | Лица, проявившие исключительно выдающиеся достижения в труде и стремлении хорошего выполнения поставленных задач для целей процветающего народа, для построения сильной страны, справедливого, демократического и цивилизованного общества, верные Социалистической Республике Вьетнам, обладающие революционными достоинствами и качествами.                                                 |
| Ордена        |                                                                     |               |                  | |
|               | Орден Золотой Звезды Huân chương Sao Vàng                           |               | 6 июня 1947      | Орден Золотой Звезды - высший орден СРВ, присуждается лицам за: - оказание больших и исключительно выдающихся достойных услуг в революционном деле Партии и страны; - оказание больших и исключительно выдающихся достойных услуг в стране, в политических, экономических, общественных, технологических, дипломатических, научных областях, в обороне, безопасности, литературе и искусстве. |
|               | Орден Хо Ши Мина Huân chương Hồ Chí Minh                            |               | 6 июня 1947      | Лица, проявившие большие достойные услуги, многочисленные выдающиеся достижения в политических, экономических, общественных, технологических, дипломатических, научных областях, в обороне, безопасности, литературе и искусстве. |
|               | Орден Независимости Huân chương Độc lập                             |               | 6 июня 1947      | Лица, проявившие исключительно выдающиеся достижения в политических, экономических, общественных, технологических, дипломатических, научных областях, в обороне, безопасности, литературе и искусстве. |
|               | Орден Военных заслуг Huân chương quân công                          |               | 15 мая 1947      | Лица, совершившие выдающиеся и смелые подвиги на войне, военной службе, подготовке, быстром построении, консолидации в защите людей и народной безопасности, геройски пожертвовавшие жизнью, и подавшие тем самым, пример всей стране. |
|               | Орден Труда Huân chương lao động                                    |               | 1 мая 1950       | Лица или коллективы, проявившие выдающиеся достижения в труде, творчестве или национальном строительстве. |
|               | Орден Защиты Отечества Huân chương Bảo vệ Tổ quốc                   |               | 26 ноября 2003   | Лица или коллективы, проявившие достижения на подготовке и построении сил, укреплении народной безопасности и защиты людей. |
|               | Орден «За боевой подвиг» Huân chương Chiến công                     |               | 15 мая 1947      | Лица или коллективы, совершившие подвиг на войне и военной службе. |
|               | Орден Великого объединения нации Huân chương Đại đoàn kết dân tộc   |               | 26 ноября 2003   | Лица, верные стране в течение долгого времени, оказавшие большие достойные услуги и исключительно выдающиеся достижения в осуществлении великого объединения нации. |
|               | Орден «За храбрость» Huân chương Dũng cảm                           |               | 26 ноября 2003   | Лица, совершившие смелые действия для спасения людей или государственной собственности. |
|               | Орден Дружбы Huân chương Hữu nghị                                   |               | 26 ноября 2003   | Иностранцы и иностранные коллективы, сделавшие большой вклад в построение, укрепление и поддержание дружеских отношений между Вьетнамом и другими странами мира. |
| Медали        |                                                                     |               |                  | |
|               | Медаль «Знамя Победы» Huy chương quân kỳ quyết thắng                |               | 27 октября 1984  | Должностные лица, профессиональные военные и оборонные работники, имеющие стаж службы во Вьетнамской народной армии - 25 и более лет. |
|               | Медаль «За национальную безопасность» Huy chương vì an ninh tổ quốc |               | 26 ноября 2003   | Должностные лица, профессиональные внештатные сотрудники, имеющие стаж службы в Народной полиции - 25 и более лет. |
|               | Медаль «Солдатская слава» Huy chương chiến sĩ vẻ vang               |               | 12 сентября 1961 | Должностные лица, профессиональные военные и оборонные работники, служащие в подразделениях Вьетнамской народной армии после 1954 года. |
|               | Медаль Дружбы Huy chương hữu nghị                                   |               | 26 ноября 2003   | Иностранцы, определенный период проработавшие во Вьетнаме и сделавшие вклад в строительство и оборону Вьетнама. |